# Deterrence - Minaccia nucleare
Deterrence - Minaccia nucleare (Deterrence) è un film del 1999 diretto da Rod Lurie.